# カティアン
| 累代        | 代     | 紀           | 基底年代 Mya |
| ----------- | ------ | ------------ | ------------ |
| 顕生代      | 新生代 | 第四紀       | 2.58         |
| 顕生代      | 新生代 | 新第三紀     | 23.03        |
| 顕生代      | 新生代 | 古第三紀     | 66           |
| 顕生代      | 中生代 | 白亜紀       | 145          |
| 顕生代      | 中生代 | ジュラ紀     | 201.3        |
| 顕生代      | 中生代 | 三畳紀       | 251.902      |
| 顕生代      | 古生代 | ペルム紀     | 298.9        |
| 顕生代      | 古生代 | 石炭紀       | 358.9        |
| 顕生代      | 古生代 | デボン紀     | 419.2        |
| 顕生代      | 古生代 | シルル紀     | 443.8        |
| 顕生代      | 古生代 | オルドビス紀 | 485.4        |
| 顕生代      | 古生代 | カンブリア紀 | 541          |
| 原生代      | 原生代 | 原生代       | 2500         |
| 太古代      | 太古代 | 太古代       | 4000         |
| 冥王代      | 冥王代 | 冥王代       | 4600         |
| 1. 2. 3. 4. |        |              |              |

カティアン（英: Katian）は、国際層序委員会によって定められた地質学用語である、地質時代名の一つ。4億5300万年前（誤差70万年）から4億4520万年前（誤差140万年）にあたる、後期オルドビス紀を三分した中期である。前の期は後期オルドビス紀前期であるサンドビアン、次の期は後期オルドビス紀後期であるヒルナンシアン。日本語ではケイティ期とも呼ばれる。
名前はアメリカ合衆国オクラホマ州アトカ郡のケイティ湖に由来する。

## GSSP
カティアン階の国際標準模式層断面及び地点(GSSP)はアメリカ合衆国のオクラホマ州南東部のブラック・ノブ・リッジ・セクションである。このセクションはウォンブル頁岩とビッグフォーク・チャートの露頭であり、後者にカティアン階の基底が含まれている。基底はフデイシの種 Diplacanthograptus caudatus の初出現で定義され、この層準はビッグフォーク・チャートの基底から4メートル上に位置する。

## 生物
スウェーデンのダーラナ県から産出するボーダ石灰岩はストロマタクティス構造と呼ばれる複雑な中空の構造を持ち、カティアン期当時の隠蔽環境を示している。この石灰岩からは生物の離散した硬組織が得られている。三葉虫は幼生の化石も確認されるほか、小型巻貝や貝虫・環形動物マケリディアン類・無関節腕足動物が確認されている。特に小型巻貝と貝虫が石灰岩中に富み、三葉虫の Isocolus sjoegreni が巻貝群集中に、同じく三葉虫の Ityophorus undulatus が貝虫群集中に観察できることが多い。また、三葉虫の Prionocheirus obtusus は生物の死骸が集積した場所からのみ産出している。
上記の3種の小型三葉虫のうち前者2種は目が退化している、ロストラルプレートと呼ばれる器官が退縮・癒合するなどの特徴がある。系統関係に基づく類推から、両属は体の器官を単純化した後に全身の矮小化と盲目化が起こり、前適応的に食性などの特徴を持ってそれぞれ特異的な共産関係を構築したと考えられている。一方で P. obtusus は盲目化や構造の単純化などは確認されていないが、属の生息期間がオルドビス紀全体に及ぶほど長く、三葉虫の中で最深領域に生息する種も中期オルドビス紀にいたことから、隠蔽環境や深海といった閉鎖的な環境における選択圧に対する応答を古くから維持していたことが示唆されている。生物の硬組織が流入した場所のみから産出するということは、隠蔽環境の物理的な性質に適応した生活スタイルだったことを意味する可能性がある。なおこれら三葉虫は古い系統であるが、同石灰岩から産出した小型巻貝とマケリディアン類は比較的新しい系統に属し、後のシルル紀に適応放散した分類群とごく近縁なものもいるという。
タイ王国南部のサトゥーン県からはダーリウィリアンからカティアンまでの化石帯が3つ、マレーシアのランカウイ群島からはダーピンジアンからカティアンまでの化石帯が4つ報告されている。